# 오름중학교
오름중학교(오름中學校)는 대한민국 제주특별자치도 제주시 도련일동에 있는 공립 중학교이다.

## 학교 연혁
- 2013년 8월 26일 : 학교 신설 계획 수립
- 2014년 2월 21일 : 공사 착공
- 2014년 7월 27일 : 교명선정위원회 교명 선정(오름중학교)
- 2015년 2월 10일 : 공사 준공
- 2015년 3월 1일 : 개교
- 2015년 3월 1일 : 초대 교장 허순덕 선생 부임
- 2015년 3월 2일 : 제1회 신입생 입학식(189명)
- 2015년 10월 20일 : 개교식(타임캡슐 봉입, 2035.10.20. 개봉)
- 2017년 3월 1일 : 제주형 자율학교(다혼디배움학교) 지정 및 운영 (~2019.2.28.)
- 2018년 1월 25일 : 제1회 졸업식 193명
- 2019년 3월 1일 : 제주형 자율학교(다혼디배움학교) 재지정 및 운영 (~2023.2.28.)
- 2023년 9월 1일 : 제5대 교장 강금진 선생 부임
- 2025년 1월 8일 : 제8회 졸업식 288명(총 1,906명)
- 2025년 3월 4일 : 제11회 입학 297명

## 참고 자료
- 오름중학교 - 한국교육학술정보원 학교알리미